# SC Salgueiros Porto
S.C. Salgueiros je vaterpolski klub iz Porta, Portugal. 

## O klubu
S.C. Salgueiros je vaterpolski klub u sastavu istoimenog športskog društva te je jedan od najuspješnijih portugalskih vaterpolskih klubova i višestruki državni prvak. 

"Salgueiros" također ima i ženski vaterpolski klub. 

## Uspjesi
Prvenstvo Portugala
- prvak: 1995., 1996., 1997., 1998., 1999., 2000., 2001., 2002., 2003., 2004., 2005., 2006., 2008., 2008., 2009., 2013.[1]
- doprvak: 2010., 2011., 2012.

Kup Portugala
- pobjednik: 1995., 1996., 1998., 1999., 2000., 2001., 2002., 2004., 2007., 2008., 2010., 2011., 2012., 2013.[1]

Superkup Portugala
- pobjednik: 2003., 2004., 2005., 2006., 2007., 2008., 2011., 2012.

## Momčadi
Postava u sezoni 2006/07.:
Tavares, Nunes, Ferreiro, P.Rodrigues, Coutinho, Lobo, Lopes, Andrè, Pinto, Costa, Carvalho, D.Rodrigues, Serra.
Trener: Mariani
U sezoni 2006/07. natječe se u LENA kupu, a natjecanje je započeo u Euroligi. Natjecanje je okončao u 2. krugu, ostavši na nedostatnom za prolaz 4. mjestu na ljestvici skupine "G".